# SINGLES and STRIKES
『SINGLES and STRIKES』（シングルス・アンド・ストライクス）は、日本の音楽ユニットである電気グルーヴの1作目のベスト・アルバム。
2004年3月24日にキューンレコードからリリースされた。2001年に活動休止となった電気グルーヴ初のベスト・アルバムであり、電気グルーヴ関連のリリースとしてはセルフ・トリビュート・アルバム『The Last Supper』（2001年）以来およそ3年振りとなった。
ディスク1枚目の「SINGLES」には1991年から1999年までにリリースされた全シングルA面曲の他に新曲が収録されており、ディスク2枚目の「STRIKES」には「10年経った今でもイケる」という基準でメンバーが選曲した楽曲が収録された裏ベスト・アルバムとなっている。本作はオリコンアルバムチャートにおいて最高位第19位となった。本作以降、10枚目のアルバム『J-POP』（2008年）まで電気グルーヴのアルバムリリースは途絶えることとなった。

## 楽曲
本作は1991年から1999年までにリリースされた電気グルーヴの全シングルA面曲を収録したベスト・コレクションとなる『SINGLES』と、「10年経った今でもイケるじゃん!」という基準でメンバー自らが選曲した裏コレクションとなる『STRIKES』の2枚を合わせた表裏一体のベスト・アルバムとなっている。当初は「いまでも食べれるズ」という意味で仮タイトルは『シングルス&タベレルズ』となっていた。『STRIKES』の制作動機について石野卓球は「作った当時の印象で“これはちょっとなぁ”って思ってたのが、いま聴いてみたらよかったとか。何年かにいっぺん、そういうサイクルがあるんだよな」と述べている。

### SINGLES
1. 「Shangri-La」
8枚目のシングルとしてリリースされた。詳細は「Shangri-La」の項を参照。
2. 「ポポ'」 - Popo (radio edit)
4枚目のシングルとしてリリースされた。詳細は「ポポ」の項を参照。
3. 「ポケット カウボーイ」 - Pocket Cowboy (single edit)
9枚目のシングルとしてリリースされた。詳細は「ポケット カウボーイ」の項を参照。
4. 「カメライフ」 - Kamelife (single mix)
5枚目のシングルとしてリリースされた。詳細は「カメライフ」の項を参照。
5. 「誰だ! (radio edit)」 - Dareda! (radio edit)
7枚目のシングルとしてリリースされた。詳細は「誰だ! (Radio Edit)」の項を参照。
6. 「スネークフィンガー」 - Snake Finger
2枚目のシングルとしてリリースされた。詳細は「SNAKEFINGER」の項を参照。
7. 「N.O.」
3枚目のシングルとしてリリースされた。詳細は「N.O.」の項を参照。
8. 「Nothing's Gonna Change (short)」
11枚目のシングルとしてリリースされた。詳細は「Nothing's Gonna Change」の項を参照。
9. 「虹 (short cut mix)」 - Niji (short cut mix)
6枚目のシングルとしてリリースされた。詳細は「虹」の項を参照。
10. 「Flashback Disco」
10枚目のシングルとしてリリースされた。詳細は「FLASHBACK DISCO」の項を参照。
11. 「Mud Ebis～800yen mix～」
1枚目のシングルとしてリリースされた。詳細は「MUD EBIS/COSMIC SURFIN'」の項を参照。
12. 「弾けないギターを弾くんだぜ」 - Hikenai Guitar wo Hikundaze
本曲は完全未発表の新曲となっている。石野によれば本曲はボーナス・トラックのような扱いであり、2002年末に制作された後に2003年春期にレコーディングが行われている[1]。本曲は石野の中で納得できない出来事が多数あったことから「その怒りをぶつけた曲」であり、「誰だ!」に近い楽曲であると述べている[1]。本曲においてピエール瀧は最後の「ワンツースリーフォー」と発声する部分しか参加していないが、「虹」や「N.O.」に関しては全く関与していないことから参加しているだけマシであると述べている[1]。

### STRIKES
1. 「CATV」
2枚目のアルバム『FLASH PAPA』（1991年）収録曲。メジャー・デビュー以前から存在する楽曲であり、通称は「キャットV」と呼ばれている[9]。本作リリース時のコメントとして石野は「いま聴くとテンポも遅くて牧歌的」であると述べている[9]。
2. 「メカニカル娘」 - Mechanical Musume
3枚目のアルバム『UFO』（1991年）収録曲。本曲の印象について石野は「いまいち地味でダウナーっていう印象だったんだけど、いま聴くと間奏とかいいんだよ。あとこの頃の曲にしては珍しくハシャいで歌ってないっていう。あの『Mud Ebis』と同時期とは思えない落ち着き」と述べている[9]。
3. 「Popcorn」
5枚目のアルバム『VITAMIN』（1993年）収録曲。ガーション・キングスレイの楽曲「ポップコーン」（1969年）のカバーであり、石野は当時の砂原良徳の真骨頂であると述べた他、「いま聴いてもすごくポップなアレンジ」「さすがにこのアレンジのままはないけど、シングル候補になりうる」とも述べている[10]。
4. 「ハングマン by SKELETON JOE」 - Hangman by SKELETON JOE
オムニバス・アルバム『DRILL KING ANTHOLOGY』（1994年）収録曲。同作から2曲も選曲されていることについて、石野は「この曲と『モテたくて…』が入ってれば、他はいらねぇって感じ」と述べている[10]。本曲が収録されることについてボーカルを担当した砂原は「うわー、入れるんだー、いいよ別に」と笑いながら承諾したという[11]。
5. 「モテたくて… by ギ・おならすいこみ隊」 - Motetakute… by GI ONARASUIKOMITAI
『DRILL KING ANTHOLOGY』収録曲。本作収録バージョンは瀧がボーカルを担当しているが、オリジナル版では漫画家の天久聖一がボーカルを担当している。石野は本曲がアンセムであると述べた他、「歌詞と歌メロだけで普遍的になりうる。唯一難があるとすれば、天久本人が歌ったオリジナルのほうが説得力がある」とも述べている[11]。また、石野は「周りから見たら、なんでこの曲に執着するのか、わかんないと思うけど……」と述べており、それに対して瀧は「うん、他人には絶対に理解されない」と返答している[12]。
6. 「Barong Dance」
6枚目のアルバム『DRAGON』（1994年）収録曲。同作のリリース時には「Baron Dance」と表記されていたが、そのスペルではバロンを意味することから「男爵ダンス」となってしまうため、バリ島の聖獣であるバロンを意味する「Barong」が正しい綴りであると石野は述べている[12]。
7. 「ノイ ノイ ノイ（先日のみちのくグルメツアーの件、御予算の都合上、ソフトボール大会とさせていただきますmix）」 - Neu Neu Neu (soft ball mix)
シングル「カメライフ」（1994年）カップリング曲。石野が本作の中で最も推薦している楽曲であり、「モテたくて…」と同様にメンバーだけが喜んでいる楽曲であると述べている[12]。本作に収録されたミックスについて石野は「ドラム・クラブ（英語版）とか、そんな雰囲気だな。トランスなんだけどガチガチじゃなくて、ジョイントな感じ」と述べている[12]。
8. 「スマイルレス スマイル」 - Smileless Smile
7枚目のアルバム『ORANGE』（1996年）収録曲。瀧は本作の中で本曲を最も推薦しており、石野は『ORANGE』の中で唯一本音を歌っている楽曲であると述べ、瀧は「こーいうものってさっと生まれちゃうことあるんだよな。あとでいじっても仕方ないって曲、たまにそういうのあるよな」と述べている[13]。
9. 「Volcanic Drumbeats」
8枚目のアルバム『A』（1997年）収録曲。本曲について石野は『FLASH PAPA』収録曲である「電気ビリビリ」と同系統の楽曲であると述べ、『UFO』収録曲の「B.B.E.」、4枚目のアルバム『KARATEKA』（1992年）収録曲である「DS Massive」、「誰だ!」の流れを汲んだ最終形の楽曲であるとも述べている[14]。
10. 「Wire,Wireless (radio)」
オムニバス・アルバム『WIRE 00 COMPILATION』（2000年）収録曲。ライブ・アルバム『イルボン2000』（2000年）のミックス・ダウンをベルリンのスタジオで行っていた際に制作された楽曲であり、本作リリース時点で過去に発表された中で最後のオリジナル曲となっている[14]。石野は本曲について「オレの声も瀧の声も入ってないんだけど、瀧が奇妙な仮装をして客を煽ってる光景が目に浮かぶっていう（笑）その点ではかろうじて電気」と述べている[14]。
11. 「Suppe Suppe Inbe Inbe (fan club mix)」
ファンクラブ「DENKI GROOVE INFORMATION」の会員証代わりに配られた8センチCDの｢ver.7｣収録曲。本作収録のバージョンは9枚目のアルバム『VOXXX』（2000年）のアウトテイクであり、当初は本バージョンが『VOXXX』に収録される予定であった[14]。本バージョンはスタジオでの一発録りであり、打ち合わせもなくリズムをその場で打ち込み歌メロもキーが変化する機材を使用しながら瀧が歌唱している[14]。
12. 「Cafe de 鬼（顔と科学）」 - Cafe de Oni (kao to kagaku)
本作のための新録音源であり、歌詞も完全に書き換えられている。本曲はキューンレコードの社長の希望により、ベスト・アルバムのリリースに際して絶対に収録するように要請されたことから収録が決定された[3]。「Cafe de 鬼」は過去に数回リメイクされていたことから過去のバージョンを聴き直したものの、本作に相応しいバージョンが無かったことから新録されることになった[3]。瀧が監督、天久が作画を担当したミュージック・ビデオが制作されており、「SPACE SHOWER MUSIC VIODEO AWARDS」において「BEST GROOVE VIDEO」および「BEST ANIMATION VIDEO」をダブル受賞した[15]。しかし同ビデオはライブ・ビデオ『ニセンヨンサマー』（2004年）収録時に劇中の登場キャラクターが変更されており、プロレスラーのジャイアント馬場がシンガーソングライターの遠藤ミチロウに変更された他、フジテレビ系テレビアニメ『妖怪人間ベム』（1968年 - 1969年）の登場キャラクターがテレビ朝日系テレビアニメ『エースをねらえ!』（1973年 - 1974年）の登場キャラクターに変更された。

## リリース、アートワーク、チャート成績
本作は2004年2月3日の時点で『Singles & Strikes 1991～1999』というタイトルのベスト・アルバムとして発表されていたが、2月5日の時点で『SINGLES and STRIKES』と改題されたことが発表された。また、当初は『STRIKES』収録曲としてボックス・セット『PARKING』（1995年）のスペシャル8センチCDに収録されていた「ポポ（毛糸の帽子ミックス）」が7曲目に収録予定であったが、後に10曲目に「Wire,Wireless (radio)」が収録される形に変更されることが発表された。その後本作は2004年3月24日にキューンレコードから2枚組CCCDにてリリースされ、初回限定盤は4面スペシャルデジパック仕様の豪華ブックレット2冊付となっていた。本作収録曲である「Cafe de 鬼（顔と科学）」のミュージック・ビデオは本作リリース前の3月22日に電気グルーヴの公式サイトにて試聴が開始された。
本作のジャケットはシングルのジャケットを切り刻んだ状態のものを並べたデザインになっている。アートワークを担当した田中秀幸によれば、本作のコンセプトに従ってシングルジャケットをシュレッダーにかけたものをアナログに貼り合わせた状態であるという。砂原は後年指摘されるまでシングルのジャケットであると気づいておらず、「ただ単純にキレイな色を並べただけかと思ってた」と述べている。内ジャケットに使用されている写真は「なるべく気持ち悪く」というメンバーからの依頼を受けて田中が加工している。瀧はリミックス・アルバム『recycled A』（1998年）のCDトレイ下に掲載された砂原の顔写真に該当するのが、本作ブックレットに掲載された熱海市における瀧の「朴訥フェイス」と石野がピアノを弾きながら菓子を食べている写真であると述べている。また内ジャケットに掲載されている石野と瀧の写真はアルバム『UFO』の裏ジャケットに使用されていた証明写真が流用されている。
本作はオリコンアルバムチャートにおいて最高位第19位で登場週数は9回となった。本作の初回限定盤の売り上げ枚数は電気グルーヴのアルバム売上ランキングにおいて第11位となっている。本作はその後2005年7月27日に通常のCDにて、2009年9月2日にブルースペックCD仕様にて再リリースされた。

## 収録曲
CDブックレットに記載されたクレジットを参照。
| #         | タイトル                                                           | 作詞                 | 作曲                         | 時間  |
| --------- | ------------------------------------------------------------------ | -------------------- | ---------------------------- | ----- |
| 1.        | 「Shangri-La」                                                     | 電気グルーヴ         | シルヴェッティ、電気グルーヴ | 4:13  |
| 2.        | 「ポポ (radio edit)」(Popo (radio edit))                           | 石野卓球、ピエール瀧 | 石野卓球                     | 5:36  |
| 3.        | 「ポケット カウボーイ (single edit)」(Pocket Cowboy (single edit)) | ピエール瀧           | 石野卓球                     | 3:40  |
| 4.        | 「カメライフ (single mix)」(Kamelife (single mix))                 | 石野卓球             | 石野卓球                     | 4:24  |
| 5.        | 「誰だ! (radio edit)」(Dareda! (radio edit))                       | 石野卓球、ピエール瀧 | 石野卓球                     | 4:16  |
| 6.        | 「スネークフィンガー」(Snake Finger)                               | 石野卓球             | 石野卓球                     | 4:08  |
| 7.        | 「N.O.」                                                           | 石野卓球             | 石野卓球                     | 4:17  |
| 8.        | 「Nothing's Gonna Change (short)」                                 | 石野卓球             | 石野卓球                     | 3:46  |
| 9.        | 「虹 (short cut mix)」(Niji (short cut mix))                       | 石野卓球             | 石野卓球                     | 4:52  |
| 10.       | 「Flashback Disco」                                                | 電気グルーヴ         | 石野卓球                     | 4:48  |
| 11.       | 「Mud Ebis〜800yen mix〜」                                         | 石野卓球             | 石野卓球                     | 3:02  |
| 12.       | 「弾けないギターを弾くんだぜ」(Hikenai Guitar wo Hikundaze)        | 石野卓球             | 石野卓球                     | 2:14  |
| 合計時間: | 合計時間:                                                          | 合計時間:            | 合計時間:                    | 49:16 |

CDブックレットに記載されたクレジットを参照。また、3、6、10曲目はインストゥルメンタルとなっている。
| #         | タイトル | 作詞                    | 作曲                     | 時間  |
| --------- | --- | ----------------------- | ------------------------ | ----- |
| 1.        | 「CATV」 | 石野卓球                | 石野卓球                 | 4:23  |
| 2.        | 「メカニカル娘」(Mechanical Musume) | 石野卓球                | 石野卓球                 | 3:28  |
| 3.        | 「Popcorn」 |                         | ガーション・キングスレイ | 4:38  |
| 4.        | 「ハングマン by SKELETON JOE」(Hangman by SKELETON JOE)                                                                                    | 髑髏錠次                | ボーン骨岡               | 3:35  |
| 5.        | 「モテたくて… by ギ・おならすいこみ隊」(Motetakute… by GI ONARASUIKOMITAI)                                                                 | 天久聖一、ミスターMOTTE | 山田山男                 | 6:14  |
| 6.        | 「Barong Dance」 |                         | 石野卓球                 | 7:36  |
| 7.        | 「ノイ ノイ ノイ（先日のみちのくグルメツアーの件、御予算の都合上、ソフトボール大会とさせていただきますmix）」(Neu Neu Neu (soft ball mix)) | ピエール瀧              | 砂原良徳                 | 5:28  |
| 8.        | 「スマイルレス スマイル」(Smileless Smile)                                                                                                 | 石野卓球                | 石野卓球                 | 7:39  |
| 9.        | 「Volcanic Drumbeats」 | 石野卓球、ピエール瀧    | 石野卓球                 | 3:54  |
| 10.       | 「Wire,Wireless (radio)」 |                         | 石野卓球                 | 4:05  |
| 11.       | 「Suppe Suppe Inbe Inbe (fan club mix)」                                                                                                   | ピエール瀧              | 石野卓球                 | 2:57  |
| 12.       | 「Cafe de 鬼（顔と科学）」(Cafe de Oni (kao to kagaku))                                                                                    | ピエール瀧、石野卓球    | 石野卓球                 | 3:46  |
| 合計時間: | 合計時間: | 合計時間:               | 合計時間:                | 57:43 |

## スタッフ・クレジット
CDブックレットに記載されたクレジットを参照。
- 渡辺省二郎 – レコーディング・エンジニア（Disc1 12曲目）
- 浜野和子（英語版） – コーラス（Disc2 12曲目）
- 池田新治郎 – レコーディング・エンジニア（Disc2 12曲目）
- yasman2004（バーニー・グランドマン・マスタリング） – マスタリング・エンジニア
- 田中秀幸（フレイムグラフィックス） – アートワーク
- なかがわひさこ（フレイムグラフィックス） – アートワーク

## チャート
| チャート         | 最高順位 | 登場週数 | 売上数 | 出典  |
| ---------------- | -------- | -------- | ------ | ----- |
| 日本（オリコン） | 19位     | 9回      | -      | [ 7 ] |

## リリース日一覧
| No. | リリース日    | レーベル                       | 規格         | カタログ番号  | 備考                   | 出典          |
| --- | ------------- | ------------------------------ | ------------ | ------------- | ---------------------- | ------------- |
| 1   | 2004年3月24日 | キューンレコード               | CCCD         | KSCL672〜3    |                        | [ 22 ] [ 23 ] |
| 2   | 2005年7月27日 | キューンレコード               | CD           | KSCL-856〜7   |                        | [ 24 ] [ 25 ] |
| 3   | 2009年9月2日  | キューンレコード               | BSCD         | KSCL-20002〜3 |                        | [ 26 ] [ 27 ] |
| 4   | 2012年11月7日 | ソニー・ミュージックレーベルズ | AAC-LC       | -             | デジタル・ダウンロード | [ 28 ]        |
| 5   | 2012年11月7日 | ソニー・ミュージックレーベルズ | ロスレスFLAC | -             | デジタル・ダウンロード | [ 29 ]        |